# Белый шум 2: Сияние
«Белый шум 2: Сияние» (англ. White Noise: The Light) — американо-канадский художественный фильм в жанре мистического триллера с элементами фильма ужасов, поставленный режиссёром Патриком Люссье и вышедший на экраны в 2007 году. Продолжение фильма «Белый шум» режиссёра Джеффри Сакса.

## Сюжет
Эйб Дэйл пытается покончить с собой после смерти жены и сына, но остаётся в живых. Околосмертные переживания дают ему удивительную способность видеть яркое сияние вокруг людей, которых в скором времени ждёт смерть. Эйбу удаётся спасти троих человек, в том числе знакомую медсестру Шерри Кларк, которая едва не погибла от рук ночных грабителей. Между Шерри и Эйбом начинают завязываться романтические отношения.
Через некоторое время Эйба начинают преследовать призраки, и он с ужасом узнает, что один из спасённых стал причиной смерти нескольких человек, а убийца его жены и сына Генри Кейн за несколько дней до того, как застрелил их, спас им жизнь.
Жена Кейна рассказывает, что её муж тоже пережил клиническую смерть, после которой стал одержим безумной мыслью о спасении обречённых на смерть.
Эйб направляется в психиатрическую лечебницу, куда попал Кейн после убийства и попытки самоубийства, и узнаёт, что через три дня после спасения людей охватывает одержимость убийством. Единственная возможность предотвратить десятки смертей — это убить спасённого, как это сделал Кейн.
После спасения Шерри прошло почти три дня, и Эйб пытается застрелить её, но гибнет в перестрелке с полицейскими. Шерри попадает в машину скорой помощи, но в тот самый момент, когда истекает третий день, призрак Эйба является перед водителем. Автокатастрофа предотвращает убийства, которые должна была совершить Шерри.

## В ролях
| Актёр             | Роль           |
| ----------------- | -------------- |
| Нейтан Филлион    | Эйб Дэйл       |
| Кейти Сакхофф     | Шерри Кларк    |
| Крейг Фэйрбрасс   | Генри Кэйн     |
| Эдриан Холмс      | Марти Блум     |
| Кендалл Кросс     | Ребекка Дэйл   |
| Терил Ротери      | Джулия Кэйн    |
| Дэвид Орт         | доктор Серлинг |
| Уильям Макдональд | доктор Каррас  |
| Дэвид Милчард     | Курт Грин      |
| Джошуа Баллард    | Дэнни Дэйл     |
| Майкл Райан       | бездомный      |
| Теган Мосс        | Лиз            |

## Производство
Первоначально сценарий Мэтта Венна был полностью оригинальным и лишь впоследствии был переделан в продолжение фильма «Белый шум».
Съёмки фильма проходили в Ванкувере.
Патрик Люссье сам предложил Филлиона и Сакхофф на главные роли. С Нейтаном Филлионом он ранее уже работал в фильме «Дракула-2000», а с Кейти Сакхофф был знаком как большой поклонник телесериала «Звёздный крейсер „Галактика“».
По словам Кейти Сакхофф, режиссёру фильма всё время приходилось напоминать ей, что Шерри «должна быть милой». Актриса много лет не играла таких положительных персонажей как Шерри.
Актёр Нейтан Филлион, сыгравший в фильме роль Эйба, тоже однажды испытал околосмертные переживания, едва не утонув у побережья Коста-Рики, однако он не стал обращаться к своим воспоминаниям в подготовке к роли.

## Прокат
Премьера фильма состоялась 5 января 2007 года в Великобритании.
В международном прокате фильм не имел коммерческого успеха, собрав 8 млн долларов при бюджете в 10 млн долларов.
В США фильм не выходил в театральный прокат, а был выпущен непосредственно на DVD в январе 2008 года.
Из-за эпизодов содержащих насилие и ужасы, тревожные изображения, тематические материалы и ненормативную лексику фильм получил рейтинг PG-13 Американской киноассоциации.

## Награды и номинации
В 2008 году фильм был номинирован на премию Американской академии научно-фантастических, фантастических фильмов и фильмов ужасов «Сатурн» в категории «Лучшее DVD-издание», а также получил несколько номинаций канадской кинопремии «Лео» в категориях «Лучшая работа оператора в полнометражном драматическом фильме» (Брайан Пирсон), «Лучший звук в полнометражном драматическом фильме» и «Лучший монтаж звука в полнометражном драматическом фильме».